# Fendels
Fendels je obec v Rakousku ve spolkové zemi Tyrolsko v okrese Landeck.
V obci žije 259 obyvatel.

## Geografie a dopravní dostupnost
Vesnice je rozložená zhruba v polovině jihozápadního svahu se středem v nadmořské výšce kolem 1350 m, asi 500 m nad údolím Innu. Uzavírající horský hřeben se stáčí a stoupá směrem k jihu, nejbližší vrcholy jsou Mittagskogel (2616 m) a Roter Schrofen (Weterkogel, 2702 m). Hřeben patří do systému Ötztalských Alp a odděluje údolí Innu od údolí Kaunertal. Okolí obce je lesnaté s velkým podílem modřínu, střídané loukami a pastvinami (chov krav).
Do obce Ried vede kabinková lanovka, což bylo první pohodlné spojení k hlavnímu tahu do údolí Innu. Silnice se dvěma krátkými tunely do obce Prutz byla dokončena až v roce 1959.

## Památky, zajímavosti, turistika
V centru obce je kostel Nanebevzetí Panny Marie, přestavěný koncem 17. století. Věž je z původní stavby ze 14. stol. V katastru obce jsou další dvě kapličky. Farnost je spravována z obce Prutz.
Obec má školu, školku a sběrný dvůr. Pozoruhodný je spolkový život: Kromě dobrovolných hasičů a svazu zemědělců je v obci i horský spolek, divadelní ochotníci a lidová kapela, která má přes 30 muzikantů, doprovází obecní slavnosti a pořádá přehlídky dechových hudeb.
Od horní stanice kabinkové lanovky byla vybudována sedačková lanovka do úrovně cca 1900 m n. m. a několik navazujících lyžařských vleků až do 2200 m, což umožnilo rozvoj turistiky a vznik několika ubytovacích zařízení. Další možnosti ubytování jsou v apartmánech, obec však rozvoj turistiky reguluje a oproti střediskům jako Fiss a Serfaus na protější straně údolí Innu zůstává relativně klidným místem.
V létě je možné použít lesní a hospodářské cesty v okolí vesnice nebo značenou cestu od horní stanice sedačkové lanovky (kiosek Sattelklause) přes salaš Fendler Alm k rozcestí u vodopádu Fallender Bach pod neobhospodařovanou chatou německého alpského spolku (DAV) Anton Renk Hütte (2260 m n. m., přístupná jen s klíčem DAV).
Hluboko pod katastrem obce prochází tlakové potrubí z vodní nádrže Gepatschspeicher v údolí Kaunertal do vodní elektrárny mezi obcemi Prutz a Ried im Oberinntal na břehu Innu, do kterého se vypouští voda po překonání zhruba 20 km a výškového rozdílu 800 m.